# Atletismo nos Jogos Pan-Americanos de 2011 - Arremesso de peso masculino
A competição do arremesso de peso masculino foi um dos eventos do atletismo nos Jogos Pan-Americanos de 2011, em Guadalajara. Foi disputada no Estádio Telmex de Atletismo no dia 25 de outubro.

## Calendário
Horário local (UTC-6).
| Data          | Horário | Fase  |
| ------------- | ------- | ----- |
| 25 de outubro | 15:05   | Final |

## Medalhistas
| Ouro   | CAN Dylan Armstrong |
| Prata  | CUB Carlos Véliz    |
| Bronze | ARG Germán Lauro    |

## Recordes
Recordes mundial e pan-americano antes da disputa dos Jogos Pan-Americanos de 2011.
| Tipo                             | Atleta       | Marca   | Local         | Data                |
| -------------------------------- | ------------ | ------- | ------------- | ------------------- |
|                                  | Randy Barnes | 23,12 m | Westwood      | 20 de maio de 1990  |
| Recorde dos Jogos Pan-Americanos | Reese Hoffa  | 20,95 m | Santo Domingo | 5 de agosto de 2003 |

## Resultados

### Final
| Pos.              | Atleta            | País               | 1     | 2     | 3     | 4     | 5     | 6     | Resultado | Obs.                             |
| ----------------- | ----------------- | ------------------ | ----- | ----- | ----- | ----- | ----- | ----- | --------- | -------------------------------- |
| Medalha de ouro   | Dylan Armstrong   | CAN Canadá         | 20.48 | 20.72 | 20.72 | x     | 21.30 | x     | 21.30     | Recorde dos Jogos Pan-Americanos |
| Medalha de prata  | Carlos Véliz      | CUB Cuba           | 19.99 | 19.91 | 20.09 | 20.59 | 20.76 | 20.42 | 20.76     |                                  |
| Medalha de bronze | Germán Lauro      | ARG Argentina      | x     | 19.40 | 19.54 | x     | 20.33 | 20.41 | 20.41     | Recorde da temporada             |
| 4                 | Stephen Sáenz     | MEX México         | 19.54 | 18.96 | 19.09 | 19.05 | x     | x     | 19.54     |                                  |
| 5                 | Eder César Moreno | COL Colômbia       | 18.93 | x     | 19.40 | 19.47 | 19.48 | 19.35 | 19.48     | Recorde nacional                 |
| 6                 | Noah Bryant       | USA Estados Unidos | x     | x     | 19.23 | x     | x     | x     | 19.23     |                                  |
| 7                 | Reynaldo Proenza  | CUB Cuba           | 19.06 | 19.00 | 19.04 | 18.80 | 19.05 | 19.19 | 19.19     | Recorde da temporada             |
| 8                 | Russell Winger    | USA Estados Unidos | 19.11 | 18.85 | 18.73 | x     | x     | x     | 19.11     |                                  |
| 9                 | Ronald Julião     | BRA Brasil         | 17.94 | x     | x     |       |       |       | 17.94     |                                  |
| 10                | Michael Putman    | PER Peru           | 17.74 | x     | x     |       |       |       | 17.74     |                                  |
| 11                | Nicolás Martina   | ARG Argentina      | x     | 17.33 | 17.29 |       |       |       | 17.33     |                                  |
| 12                | Aldo Gonzáles     | BOL Bolívia        | 17.06 | 17.05 | x     |       |       |       | 17.06     |                                  |
| 99 !              | O'Dayne Richards  | JAM Jamaica        |       |       |       |       |       |       | DNS       |                                  |

Legenda
| Recorde mundial                  | Recorde mundial (World record)               |                       | Recorde africano                      | Recorde africano (African) |                                           | Q | Classificado por posição (Qualified) |
| Recorde dos Jogos Pan-Americanos | Recorde pan-americano (Pan-American record)  | Recorde da América    | Recorde da América (Americas)         | q                          | Classificado por melhor tempo (Qualified) |   |                                      |
| Melhor marca do ano              | Melhor marca do ano (World leading)          | Recorde asiático      | Recorde asiático (Asian)              | DNS                        | Não largou (Did not start)                |   |                                      |
| Recorde nacional                 | Recorde nacional (National record)           | Recorde europeu       | Recorde europeu (European)            | DNF                        | Não terminou (Did not finish)             |   |                                      |
| Recorde pessoal                  | Recorde pessoal do atleta (Personal best)    | Recorde da Oceania    | Recorde da Oceania (Oceania)          | DSQ / DQ                   | Desclassificado (Disqualified)            |   |                                      |
| Recorde da temporada             | Recorde da temporada do atleta (Season best) | Recorde sul-americano | Recorde sul-americano (South America) | NM                         | Sem marca (No mark)                       |   |                                      |